# Trần Hạ
Trần Hạ (chữ Hán: 陳賀, ? – ?) là tướng lĩnh và khai quốc công thần đầu thời Tây Hán, phong Phí hầu, người đời gọi là Phí tướng quân, thụy là Ngữ hầu.
Năm đầu thời Tần Nhị Thế (năm 209 TCN) ông cùng với Khổng Tụ theo chân Lưu Bang khởi nghĩa ở Nãng Sơn chống lại nhà Tần, ban đầu làm xá nhân, rồi sau nhậm chức Tả tư mã, tướng quân, đô úy. Năm thứ năm nhà Hán (năm 202 TCN), Trần Hạ làm thuộc cấp cho Tề vương Hàn Tín, thống lĩnh hữu quân đánh bại Hạng Vũ trong trận chiến ở Cai Hạ.
Nhân dịp Hán Cao Tổ luận công ban thưởng ở Cối Kê, Chiết Giang, Hồ Lăng, ông được phong làm Phí hầu. Bài thơ Hoài Âm hầu nói rằng: "Tiếng tăm lừng lẫy bắt Hạng Vũ, nào ai bằng hai tướng Khổng Phí". Không rõ Trần Hạ mất vào lúc nào.